# 15 mai 2002
Le mercredi 15 mai 2002 est le 135e jour de l'année 2002.

## Décès
- Antonio Gracia (né le 10 février 1917), footballeur espagnol
- Bernard Benjamin (né le 8 mars 1910), statisticien de la santé, actuaire et démographe britannique
- Brigitte Sabouraud (née le 20 mai 1922), auteure, compositrice et interprète française
- Esko Tie (né le 26 décembre 1928), joueur de hockey sur glace finlandais
- Jean Métral (né le 15 avril 1933), sociologue français du monde arabe
- Jeannine Guindon (née le 3 septembre 1919), professeure de psychologie québécoise

## Événements
- Du 15 au 26 mai, 55e Festival de Cannes.
- Élections législatives aux Pays-Bas, les chrétiens-démocrates obtiennent 43 sièges, alors que le parti populiste de Pim Fortuyn, récemment assassiné, font une percée remarquable avec 26 sièges.
- Selon la télévision CBS, les services de la CIA et du FBI, auraient fait état, au cours de l'été 2001, de menaces de détournement d'avions par des hommes d'Oussama ben Laden, et de la présence d'élèves suspects, dans plusieurs écoles de pilotage.
- Découverte de (195600) Scheithauer
- Sortie de la chanson Aserejé du groupe de pop espagnol Las Ketchup
- Sortie du film Bowling for Columbine
- Sortie de la chanson Helpless Rain de Mika Nakashima
- Sortie de la chanson Kioku du groupe japonais Every Little Thing